# Telepasja
Telepasja (Broadcast News) – amerykańska tragikomedia, wyprodukowana w 1987 roku i wyreżyserowana w USA przez Jamesa L. Brooksa.
W zespole dziennikarzy telewizyjnych pojawia się Tom, który wcześniej zajmował się jedynie dziedziną sportu. Jane i Aaron – doświadczeni w owym kierunku z wieloma sukcesami na swoim koncie, za prośbą nowicjusza, starają się wprowadzić go w tajniki telewizji.